# Fredede fortidsminder i Greve Kommune
Denne liste over fredede fortidsminder i Greve Kommune viser alle fredede fortidsminder i Greve Kommune. Listen bygger på data fra Kulturarvsstyrelsen.
| Stednavn        | Type           | Datering                          | Seværdighed (Verdensarv, National, Lokal, Nej) | ID (Link til Kulturarv.dk) | Koordinater                                   | Billede     | Bemærkning |
| --------------- | -------------- | --------------------------------- | ---------------------------------------------- | -------------------------- | --------------------------------------------- | ----------- | ---------- |
| Askelund        | Milepæl/-sten  | Nyere tid (ca. 1661 til 2009)     | Nej                                            | 190214                     | 55°36′38″N 12°15′56″Ø / 55.61043°N 12.26548°Ø | Upload foto |            |
| Baldershøj      | Rundhøj        | Oldtid (ca. -250000 til 1066)     | Nej                                            | 97556                      | 55°35′19″N 12°10′05″Ø / 55.58863°N 12.16818°Ø | Upload foto |            |
| Greve           | Bro            | Historisk Tid (ca. 1067 til 2009) | Nej                                            | 97388                      | 55°35′27″N 12°16′17″Ø / 55.59080°N 12.27134°Ø | Upload foto |            |
| Grønshøj        | Rundhøj        | Oldtid (ca. -250000 til 1066)     | Nej                                            | 97559                      | 55°35′48″N 12°08′41″Ø / 55.59673°N 12.14467°Ø | Upload foto |            |
| Kalvslunde      | Rundhøj        | Oldtid (ca. -250000 til 1066)     | Nej                                            | 97401                      | 55°33′44″N 12°12′49″Ø / 55.56209°N 12.21348°Ø | Upload foto |            |
| Kalvslunde      | Rundhøj        | Oldtid (ca. -250000 til 1066)     | Nej                                            | 97402                      | 55°33′55″N 12°13′14″Ø / 55.56540°N 12.22066°Ø | Upload foto |            |
| Mosede Fort     | Fæstningsanlæg | Historisk Tid (ca. 1067 til 2009) | Nej                                            | 190235                     | 55°33′50″N 12°16′29″Ø / 55.56399°N 12.27477°Ø | Upload foto |            |
| Rendebjerggaard | Rundhøj        | Oldtid (ca. -250000 til 1066)     | Nej                                            | 97565                      | 55°36′12″N 12°11′03″Ø / 55.60338°N 12.18409°Ø | Upload foto |            |
| Rendebjerggaard | Rundhøj        | Oldtid (ca. -250000 til 1066)     | Nej                                            | 97566                      | 55°36′11″N 12°11′02″Ø / 55.60297°N 12.18382°Ø | Upload foto |            |
| Vildshøj        | Rundhøj        | Oldtid (ca. -250000 til 1066)     | Nej                                            | 97564                      | 55°36′28″N 12°10′07″Ø / 55.60770°N 12.16861°Ø | Upload foto |            |